# Republika srbská
Republika srbská (srbochorvatsky v latince Republika Srpska, v srbské cyrilici Република Српска) je jedna ze dvou entit tvořících Bosnu a Hercegovinu, druhou je Federace Bosny a Hercegoviny. Nachází se na severu a východě země. Jejím největším městem a správním centrem je Banja Luka ležící na řece Vrbas. Na ploše 25 tisíc km² žije asi 1,1 mil obyvatel.
Republika srbská vznikla v roce 1992 na počátku bosenské války s deklarovaným záměrem chránit zájmy Srbů v Bosně a Hercegovině. Během války byla z území, na které si činila nárok Republika srbská, vyhnána naprostá většina Chorvatů a Bosňáků a došlo k přílivu Srbů vyhnaných z Federace Bosny a Hercegoviny. Na základě Daytonské mírové dohody z roku 1995 byla Republika srbská uznána jako entita v rámci Bosny a Hercegoviny. Dnes žije v Republice srbské většina srbského obyvatelstva Bosny a Hercegoviny.
Republika srbská má parlamentní formu vlády, zákonodárnou moc v entitě vykonává Národní shromáždění. Republika srbská je relativně centralizovaná, ačkoli je rozdělena na 64 obcí zvaných opštiny. Zákonodárný sbor má 83 křesel.

## Název
Oficiálním názvem entity je „Republika Srpska“. Název vznikl jako zcela nový při uzavírání Daytonských dohod a byl předmětem velmi složitých jednání všech čtyř zúčastněných stran.
V českém prostředí se však běžně používá počeštěná forma „Republika srbská“, přestože nejde o správný přepis či překlad a tento název neodpovídá okolnostem vzniku. Pro upřesnění se užívá (jak uvedeno v článku odkazovaném výše) název bosenská Republika srbská, bosenská Republika Srbská.
V srbském prostředí se užívá i jednoslovný název Srpska (jedná se o substantivizované adjektivum, v češtině možno překládat jako Srbská po vzoru Sadská). V Bosně a Hercegovině se uplatňuje i zkratka RS (mimo tuto zemi se jedná o zkratku Republiky Srbsko; např. internetová doména .rs), v českém prostředí můžeme uvažovat o variantě Rs.

## Historie
Republika srbská vznikla v turbulentním období postupného odtrhávání Bosny a Hercegoviny od Jugoslávie a v předvečer bosenské války. Některé etnicky většinové srbské opštiny (resp. ty na které si Srbové činii nárok, i když v nich nebyli většina) si v Bosně vytvořily vlastní správu, nezávislou na centrální vládě v Sarajevu. 9. ledna 1992 tak byla vyhlášena Srbská republika Bosna a Hercegovina.
Po vypuknutí násilí vytvořili bosenští Srbové (podobně jako Chorvati a Bosňáci) vlastní vojsko, kterému se díky podpoře hlavně ze Srbska dařilo získávat pod kontrolu nemalou část území Bosny a Hercegoviny.
Po uzavření Daytonské smlouvy v prosinci 1995 bylo rozhodnuto, že Republiku srbskou doplní Federace Bosny a Hercegoviny jako chorvatsko-muslimská entita ve státě Bosna a Hercegovina. Tím ztratila Republika srbská svou částečnou suverenitu, která ovšem nebyla mezinárodně-právně uznaná. Zároveň začala být správa Republiky srbské demokratizována a multietnizována. Byly stanoveny nové hranice republiky, její území nyní tvoří 49 % rozlohy celého státu. Rovněž se na území Republiky srbské začali vracet váleční uprchlíci. Do listopadu 2000 se jednalo o 35 tisíc Bosňáků a tři tisíce Chorvatů.

## Politický status

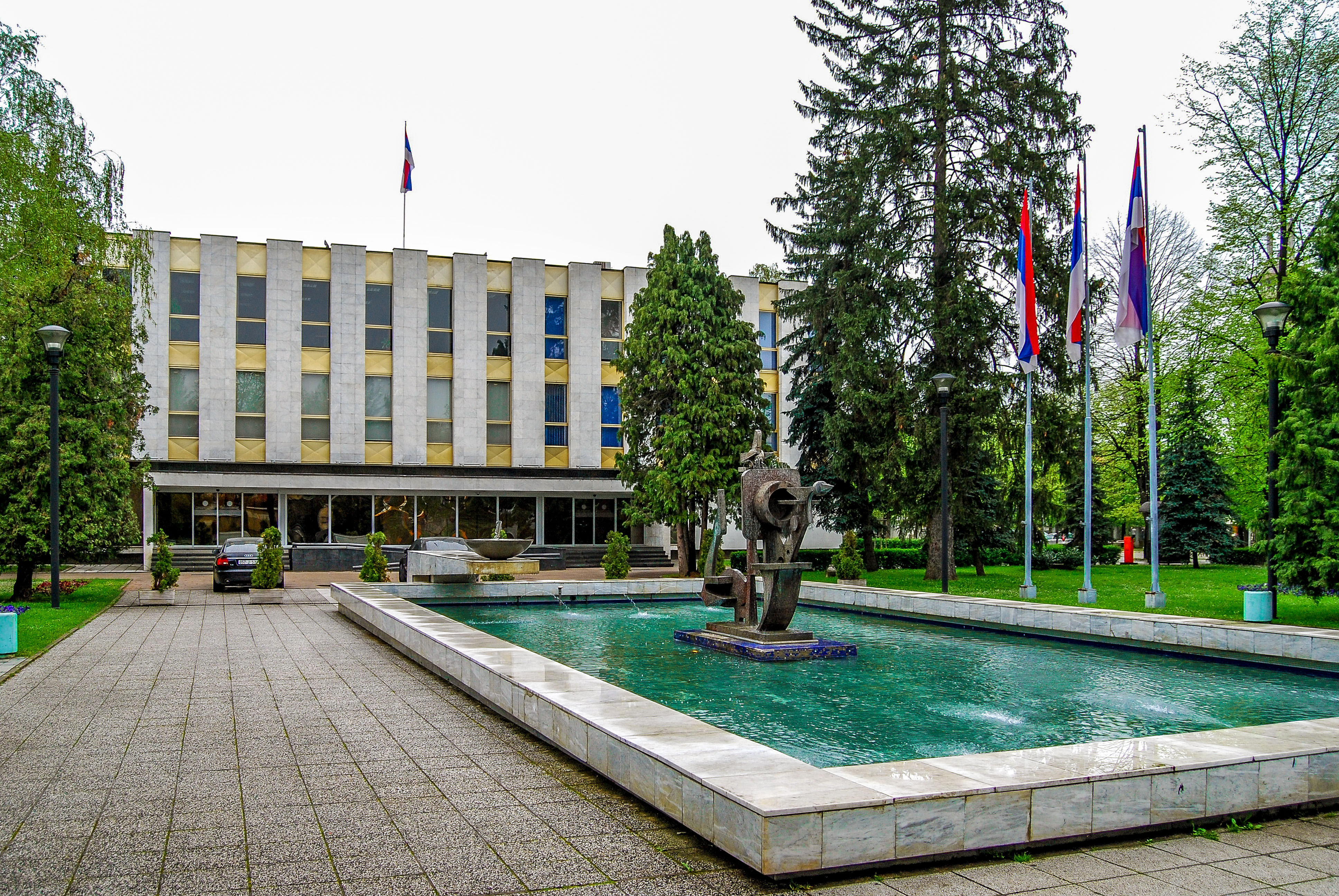
Národní shromáždění Republiky srbské v Banja Luce

Hlavním městem Republiky srbské je Sarajevo, v praktické rovině pouze jeho část známá jako Východní Sarajevo, nicméně všechny její správní úřady sídlí v Banja Luce. Republika srbská má vlastní vládu (Vlada Republike Srpske), parlament (Narodna skupština RS), prezidenta (Predsjednik Republike Srpske) a ústavní soud. Zákonodárný sbor tvoří 83členné jednokomorové Národní shromáždění Republiky srbské. Entita má dálé vlastní policii, soudní systém, celní službu (v rámci celní správy na státní úrovni) a poštovní službu. Má také oficiální symboly, včetně erbu, vlajky (varianta srbské vlajky bez zobrazeného erbu) a hymnu své entity. Ústavní zákon o státním znaku a hymně Republiky srbské nebyl vydán v souladu s ústavou Bosny a Hercegoviny, protože uvádí, že tyto symboly „představují státnost Republiky srbské“ a jsou používány „v souladu s morálními normami srbského lidu“. Podle rozhodnutí Ústavního soudu měl být zákon opraven do září 2006. Republika srbská později svůj znak změnila.
Ačkoli ústava uvádí jako hlavní město Republiky srbské Sarajevo, město Banja Luka na severozápadě je sídlem většiny vládních institucí, včetně parlamentu, a je tedy de facto hlavním městem. Po válce si Republika srbská ponechala svou armádu, ale v srpnu 2005 parlament souhlasil s převedením kontroly nad armádou Republiky srbské na ministerstvo na státní úrovni a zrušení ministerstva obrany a armády entity do 1. ledna 2006. Tyto reformy byly požadovány NATO jako předpoklad pro přijetí Bosny a Hercegoviny do programu Partnerství pro mír. Bosna a Hercegovina se k programu připojila v prosinci 2006.
V červenci 2023 byla přijata legislativa, která kriminalizuje urážku a pomluvu trestem až 10 lety vězení. To pravděpodobně ohrozí svobodu slova a umlčí kritiky. Kritici tvrdí, že by to z Republiky srbské mohlo udělat autoritářský režim.
V roce 2004 existovaly snahy sjednotit policejní složky obou entit, avšak ztroskotaly. Policie spadá pod ministerstvo vnitra Republiky srbské. Pohraniční policie, cizinecká policie a tajné služby však spadají pod celostátní ministerstvo bezpečnosti Bosny a Hercegoviny. O několik let později se ale podařilo zreformovat ozbrojené síly a vojenské složky Republiky srbské tak začlenit do Ozbrojených sil Bosny a Hercegoviny. Jako měnu používá entita konvertibilní marku, stejně jako Federace Bosny a Hercegoviny (do roku 1994 však měla vlastní měnu, kterou byl dinár Republiky srbské).
Politický status Republiky srbské je na bosenské politické scéně čas od času předmětem diskusí. Po vyhlášení nezávislosti Kosova se ozývaly hlasy, zda nevyhlásí také Republika srbská nezávislost, v tomto případě na Bosně a Hercegovině. Představitelé Republiky srbské tuto otázku spojili s uznáním Kosova ze strany celostátní vlády v Sarajevu. Politická situace v Bosně a Hercegovině se zkomplikovala s ohledem na proces přijímání nové ústavy, kdy došlo k roztržce mezi představiteli Republiky srbské a Federace Bosny a Hercegoviny. Zahraniční média celou záležitost vyhodnotila jako velmi rizikovou a zmínila i možnou novou válku v regionu.
Původní hymnou Republiky srbská byla srbská hymna Bože pravde, ta však byla, stejně jako původní znak, označena ústavním soudem za protiústavní.
- Vláda a ministerstva:[18]
  - Předseda vlády
  - Ministerstvo financí
  - Ministerstvo vnitra[19]
  - Ministerstvo spravedlnosti
  - Ministerstvo pro správu a místní samosprávu
  - Ministerstvo pro ekonomické vztahy a koordinaci
  - Ministerstvo práce a záležitostí veteránů a válečných invalidů
  - Ministerstvo obchodu a turismu
  - Ministerstvo hospodářství, energetiky a rozvoje
  - Ministerstvo dopravy a spojů
  - Ministerstvo zemědělství, lesnictví a vodohospodářství
  - Ministerstvo územního plánování, výstavby a ekologii
  - Ministerstvo osvěty a kultury
  - Ministerstvo pro uprchlíky a přesídlence
  - Ministerstvo zdravotnictví a sociálních věcí
  - Ministerstvo pro vědu a technologie
  - Ministerstvo rodin, mládeže a sportu

## Geografie

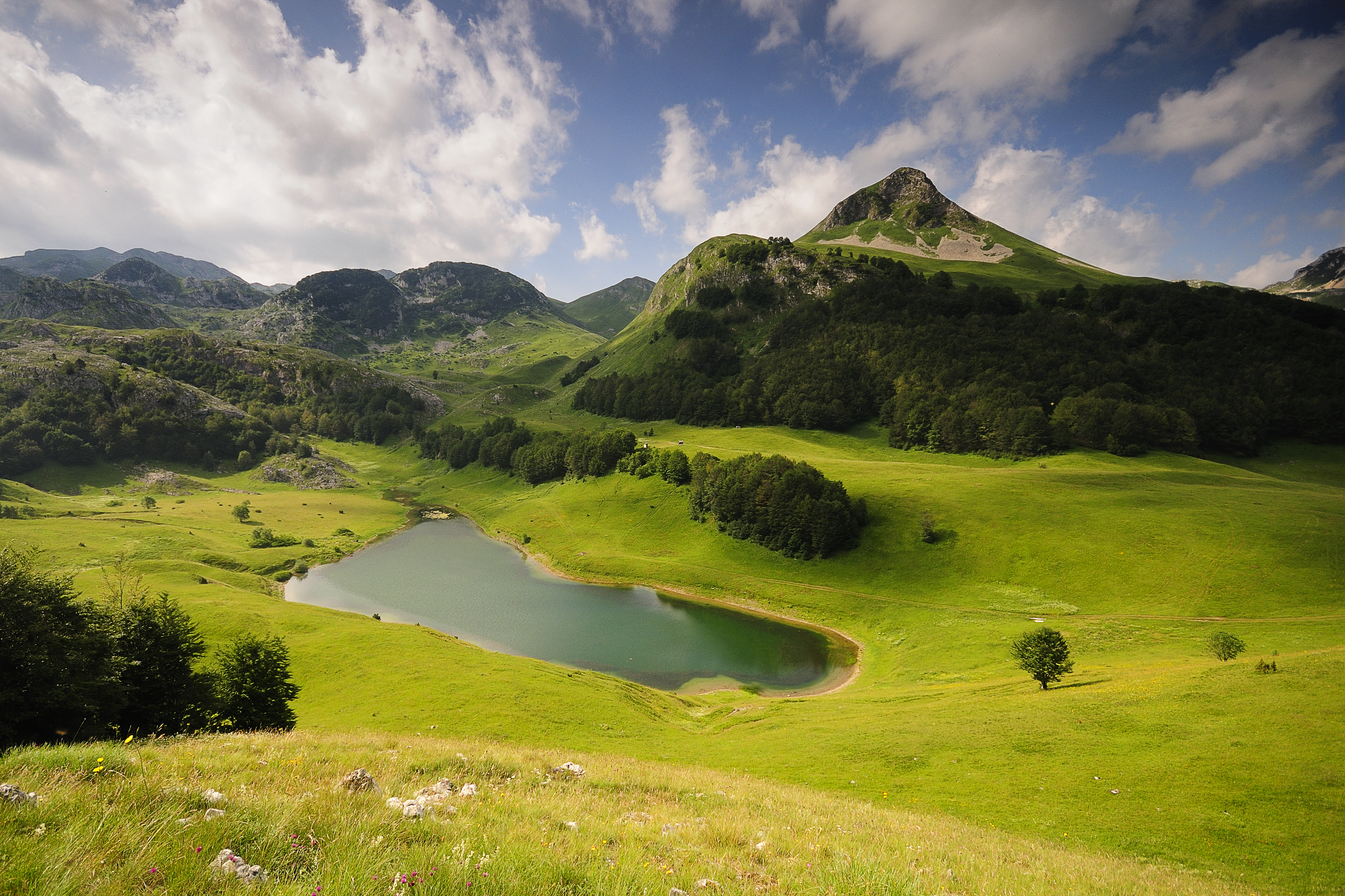
Jezero Orlovačko v Národním parku Sutjeska

Republika Srpska se nachází v jihovýchodní Evropě na Balkánském poloostrově, jehož severní část zasahuje do Panonské pánve. Republika Srbská leží mezi 42° a 46° severní zeměpisné šířky a 16° a 20° východní délky. Tato entita je rozdělena na dvě hlavní části distriktem Brčko; kopcovitá západní část a pestřejší východní část s vysokými horami na jihu a plochou, úrodnou zemědělskou půdou na severu. Republika srbská, na rozdíl od svého protějšku, je vnitrozemská.
Republika srbská se rozkládá na geografickém území historické Bosny na severu a z menší části i Hercegoviny na jihu. V rámci těchto dvou makroregionů existují menší geografické oblasti, od zalesněných kopců Bosenské Krajiny na severozápadě po úrodné pláně Semberije na severovýchodě.
Republika srbská se rozkládá na 24 816,2 kilometrech čtverečních (9 582 čtverečních mil), vyjma distriktu Brčko, který je v kondominiu obou subjektů, ale je de facto suverénní v rámci Bosny a Hercegoviny. Republika srbská, pokud by to byla země, by byla 146. největší na světě. Nadmořská výška se velmi liší. Maglić, vrchol v Dinárských Alpách poblíž Černé Hory, dosahuje výšky 2 386 metrů (7 828 stop), a části blíže k Jadranu klesají až k hladině moře. Největší a nejoblíbenější lyžařské středisko v Bosně a Hercegovině se nachází na svazích pohoří Jahorina, ve východní části celku. Mezi další velké hory v Republice srbské patří Volujak, Zelengora, Lelija, Lebršnik, Crvanj, Orjen, Klekovača, Vitorog, Kozara, Romanija, Treskavica a Trebević.

### Hranice
Hranice mezi jednotlivými entitami Republiky srbské Bosny a Hercegoviny v podstatě kopíruje bojovou frontu na konci bosenské války s úpravami (především v západní části země a kolem Sarajeva), které definuje Daytonská dohoda. Celková délka mezní hranice je přibližně 1 080 km. Hranice je administrativní demarkace nekontrolovaná vojskem nebo policií a panuje zde volný pohyb.

### Vodstvo

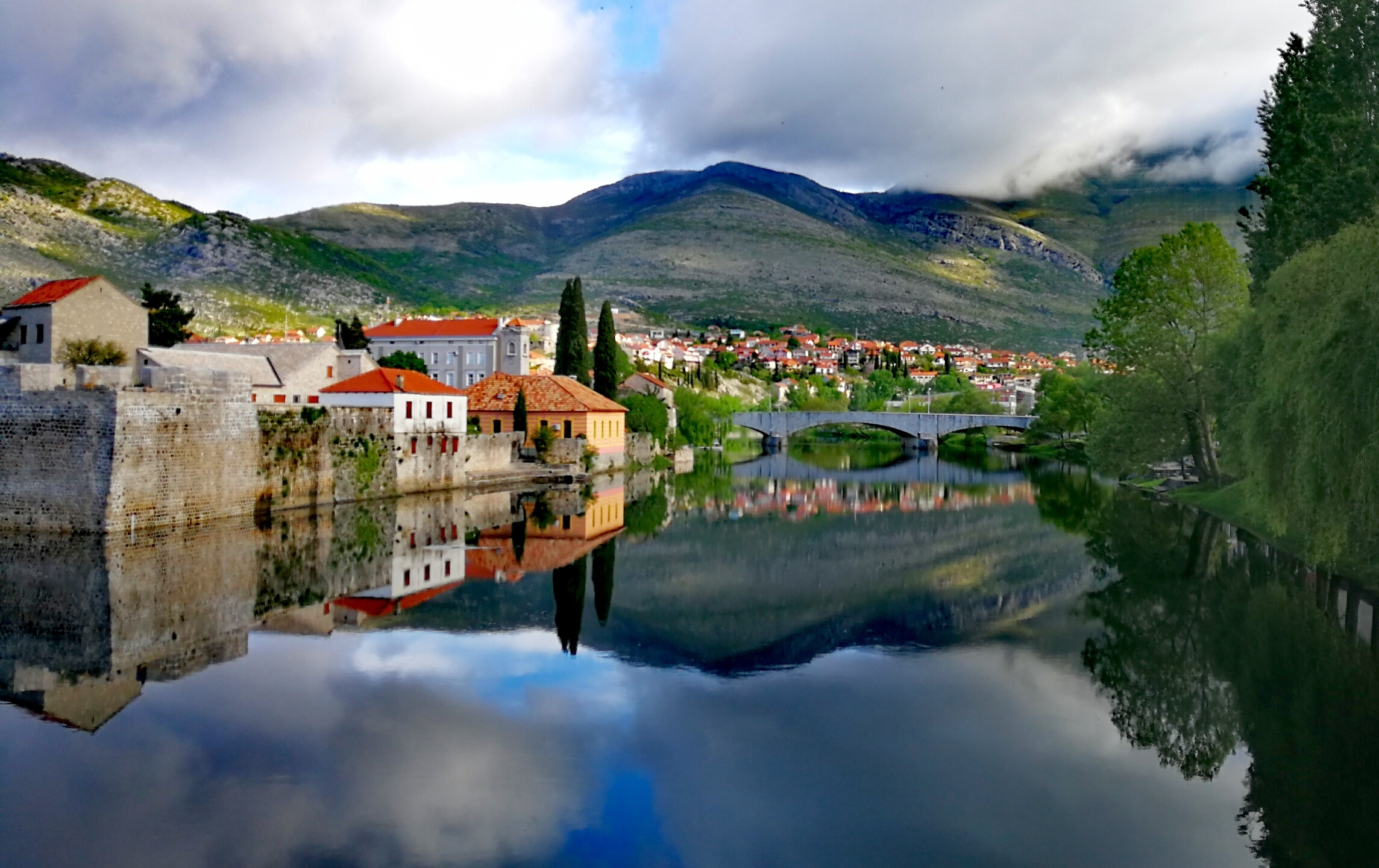
Trebinje na březích řeky Trebišnjice

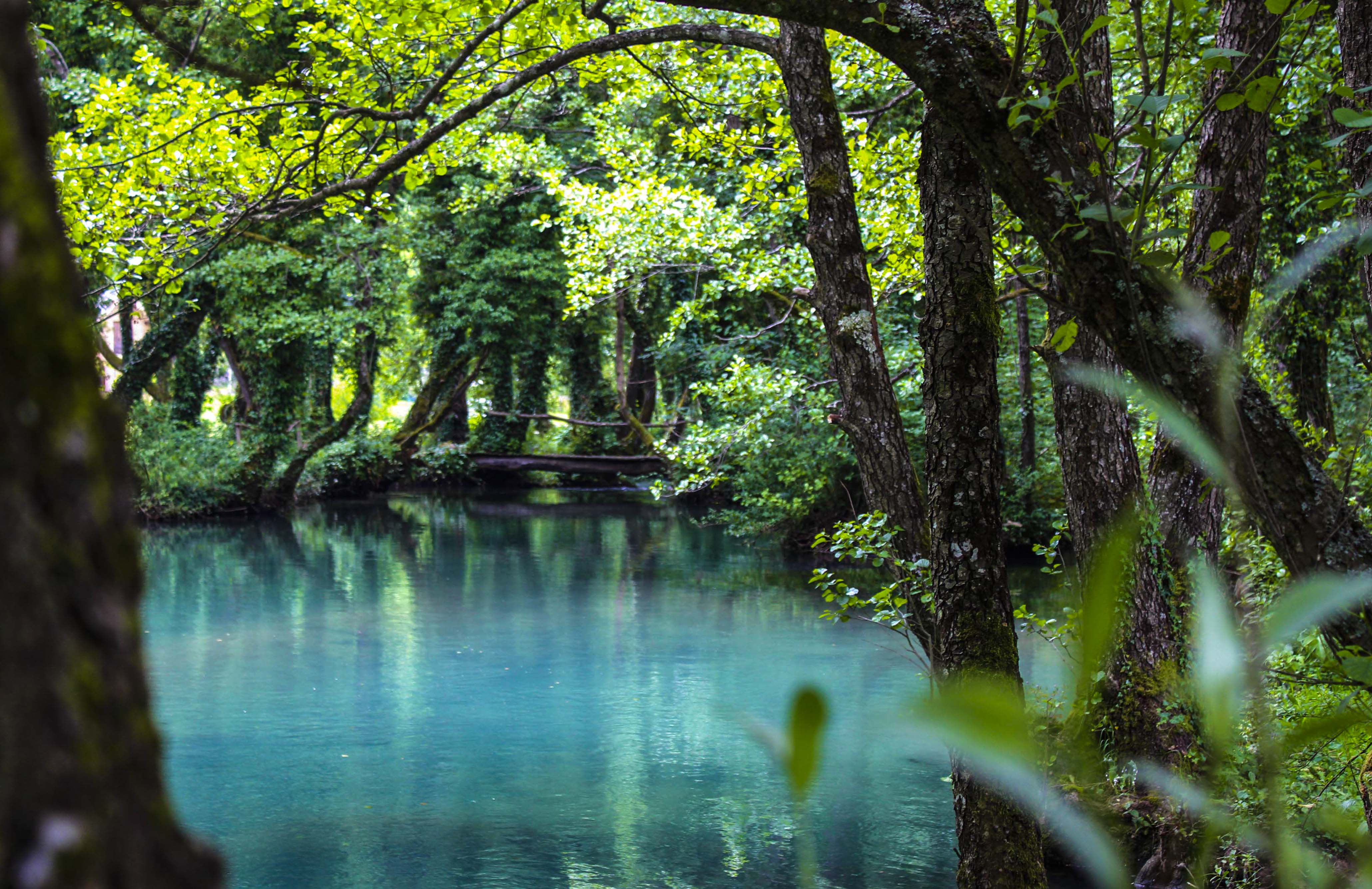
Chráněná oblast Pliva, Janj a rezervace Janjske Otoke

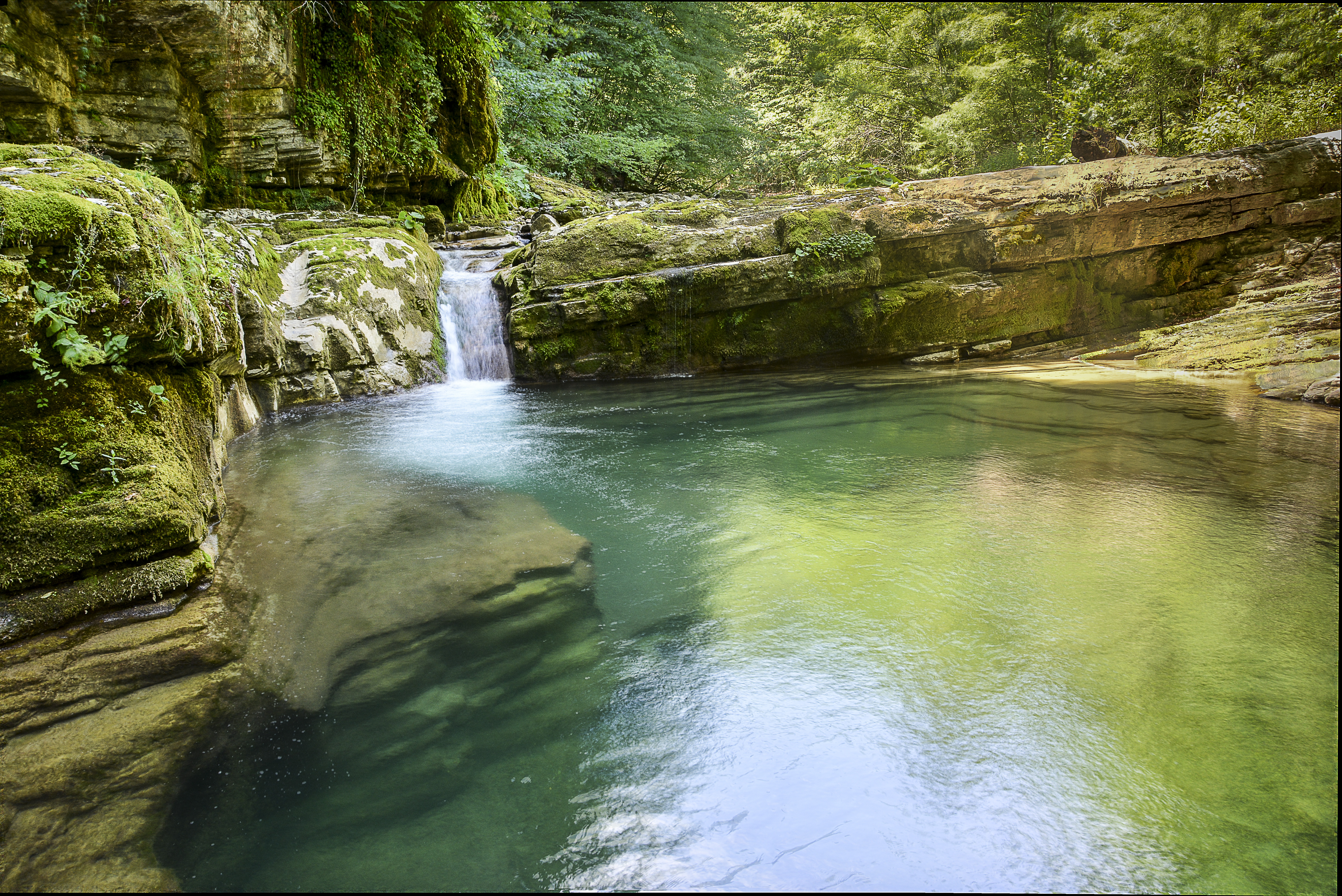
Kaňon Cvrcka

Většina řek patří do povodí Černého moře. Hlavní řeky jsou Sáva, přítok Dunaje, který tvoří severní hranici s Chorvatskem; Bosna, Vrbas, Sana a Una, které všechny tečou na sever a ústí do Sávy; Drina, která teče na sever a tvoří významnou část východní hranice se Srbskem a je také přítokem Sávy. Trebišnjica je jednou z nejdelších ponorných řek na světě. Patří do povodí Jaderského moře. Vodopád Skakavac v Perućici je jeden z nejvyšších vodopádů v zemi, vysoký asi 75 metrů (246 stop). Nejvýznamnějšími jezery jsou Bilećské jezero, jezero Bardača (jehož součástí je chráněná mokřadní oblast) a jezero Balkana.

### Národní parky
| Název                 | Obrázek | Rozloha (km2) | Založeno |
| --------------------- | ------- | ------------- | -------- |
| Národní park Sutjeska |         | 173           | 1965     |
| Národní park Drina    |         | 63            | 2017     |
| Národní park Kozara   |         | 34            | 1967     |

## Obyvatelstvo
Podle sčítání lidu v roce 2013 má Republika srbská (bez distriktu Brčko) celkem 1 228 423 obyvatel a hustotu zalidnění 49,9 obyvatel na kilometr čtvereční; obě tato čísla jsou mnohem nižší než v protějšku Republiky srbské, Federaci Bosny a Hercegoviny. Republika Srbská zahrnuje 48 % rozlohy Bosny a Hercegoviny a je domovem 34,79 % celkové populace země. Celková délka života v Republice srbské při narození byla v roce 2019 77,15 let.
Celková plodnost v Republice srbské je od roku 2019 1,34 dítěte na matku, což je jedna z nejnižších na světě. V roce 2019 byl celkový počet živě narozených dětí podle Statistického ústavu Republiky srbské (RZS) 9 274. Ve stejném roce zemřelo 15 081 obyvatel, což vedlo k přirozenému úbytku o 5 807 obyvatel. Spolu s tímto přirozeným úbytkem populace čelí entita značné emigraci. V posledních letech z tohoto subjektu odešlo velké množství lidí do blízké Evropské unie i mimo ni.

### Etnické skupiny
| Etnická skupina | sčítání 1991 | sčítání 1991 | sčítání 2013 | sčítání 2013 |
| Etnická skupina | Počet        | %            | Počet        | %            |
| --------------- | ------------ | ------------ | ------------ | ------------ |
| Srbové          | 869 854      | 55,4%        | 970 857      | 83,0%        |
| Bosňáci         | 440 746      | 28,1%        | 148 477      | 12,7%        |
| Chorvati        | 144,238      | 9,2%         | 26 509       | 2,3%         |
| Jugoslávci      | 75 013       | 4,8%         |              |              |
| Ostatní         | 39 481       | 2,5%         | 24 499       | 2,1%         |
| Total           | 1 569 332    | 1 569 332    | 1 170 342    | 1 170 342    |

### Náboženství
| Náboženství v Republice srbské | Náboženství v Republice srbské | Náboženství v Republice srbské | Náboženství v Republice srbské | Náboženství v Republice srbské |
| ------------------------------ | ------------------------------ | ------------------------------ | ------------------------------ | ------------------------------ |
| Nábožnství                     |                                |                                | procent                        |                                |
| Pravoslaví                     | Pravoslaví                     |                                | 82,8 %                         | 82,8 %                         |
| Islám                          | Islám                          |                                | 12,8 %                         | 12,8 %                         |
| Katolictví                     | Katolictví                     |                                | 2,2 %                          | 2,2 %                          |
| Ateisté nebo agnostici         | Ateisté nebo agnostici         |                                | 0,6 %                          | 0,6 %                          |
| Ostatní                        | Ostatní                        |                                | 1,6 %                          | 1,6 %                          |

Republika Srbská nemá žádné oficiální náboženství. Svoboda náboženského vyznání je právo definované ústavou Republiky srbské, které zajišťuje právní rovnost všech lidí bez ohledu na náboženské vyznání.
Podle sčítání lidu z roku 2013 se asi 85 % obyvatel Republiky srbské hlásí ke křesťanství. Nejpočetnější náboženskou skupinu tvoří členové Srbské pravoslavné církve, kteří tvoří něco kolem 83 % populace, následováni stoupenci islámu a římského katolicismu. 0,59 % lidí se označuje za ateisty nebo agnostiky.
Náboženství hraje důležitou roli v etnické identifikaci v Republice srbské. Srbové se obecně identifikují jako stoupenci pravoslaví, Chorvati jako stoupenci katolické církve a Bosňáci jako stoupenci islámu. Náboženská architektura má v entitě podobně rozmanitý charakter se svou směsí mešit a kostelů.

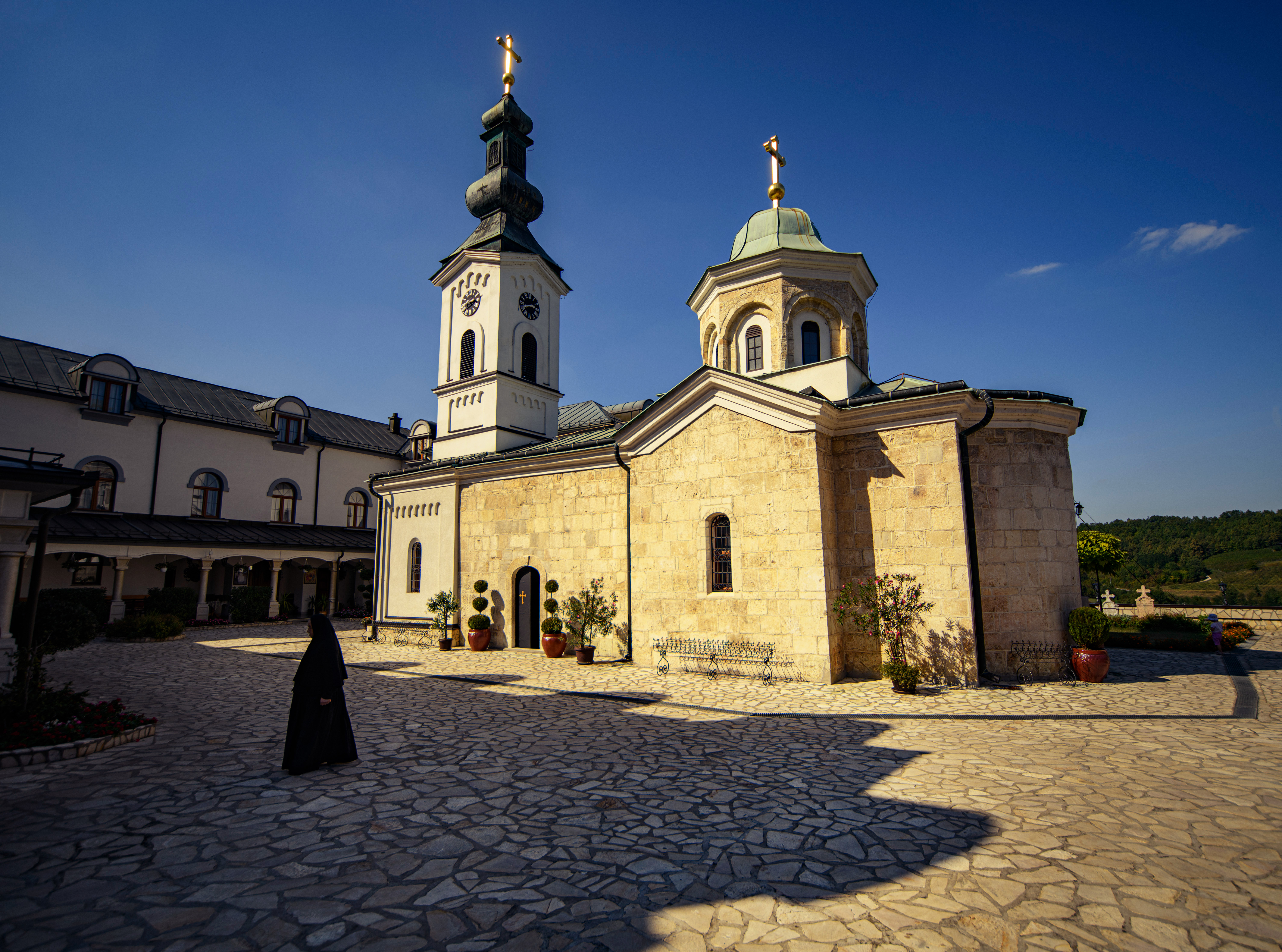
Kláštěr Tavna poblíž Bijeljiny
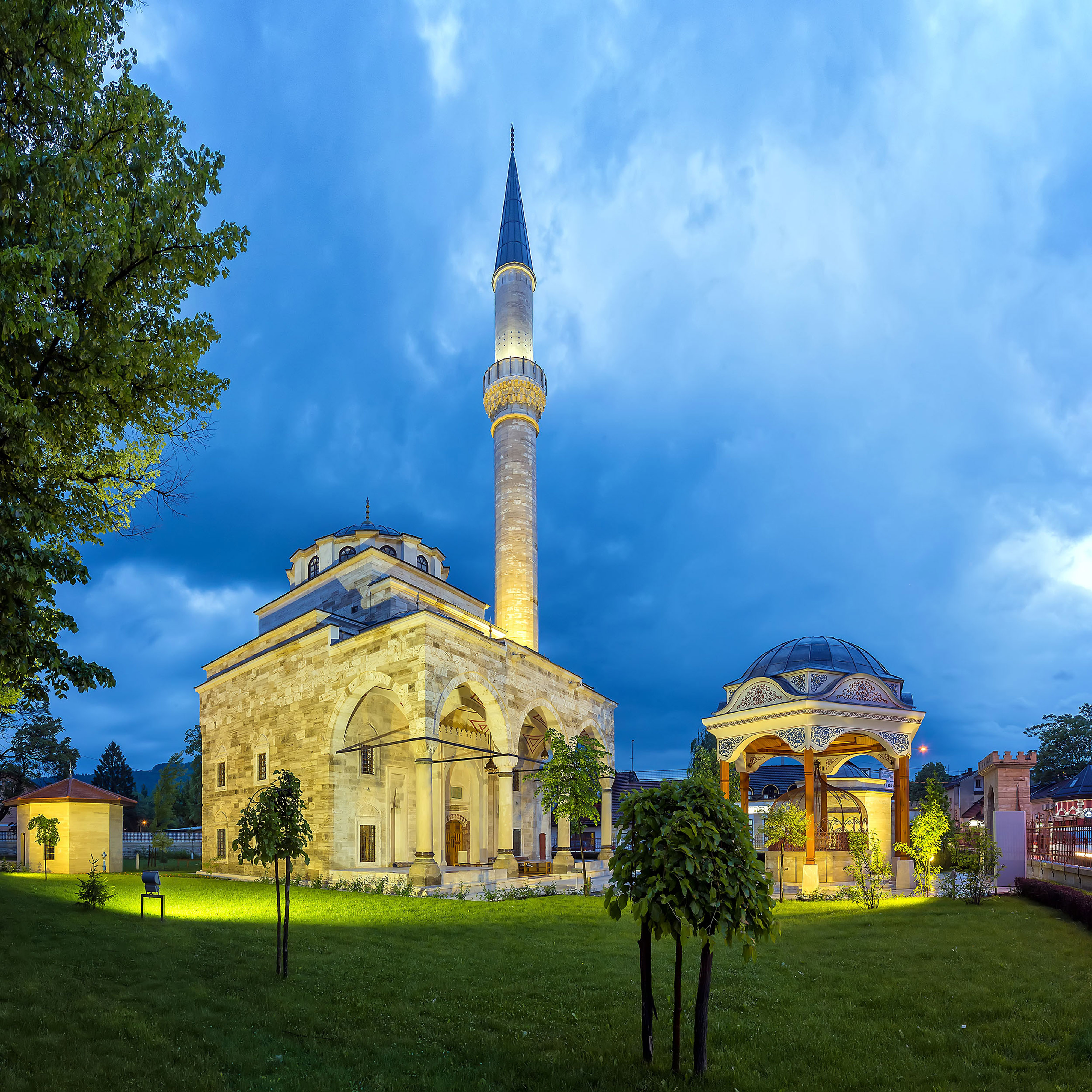
Mešita Ferhata paši po rekonstrukci 2016
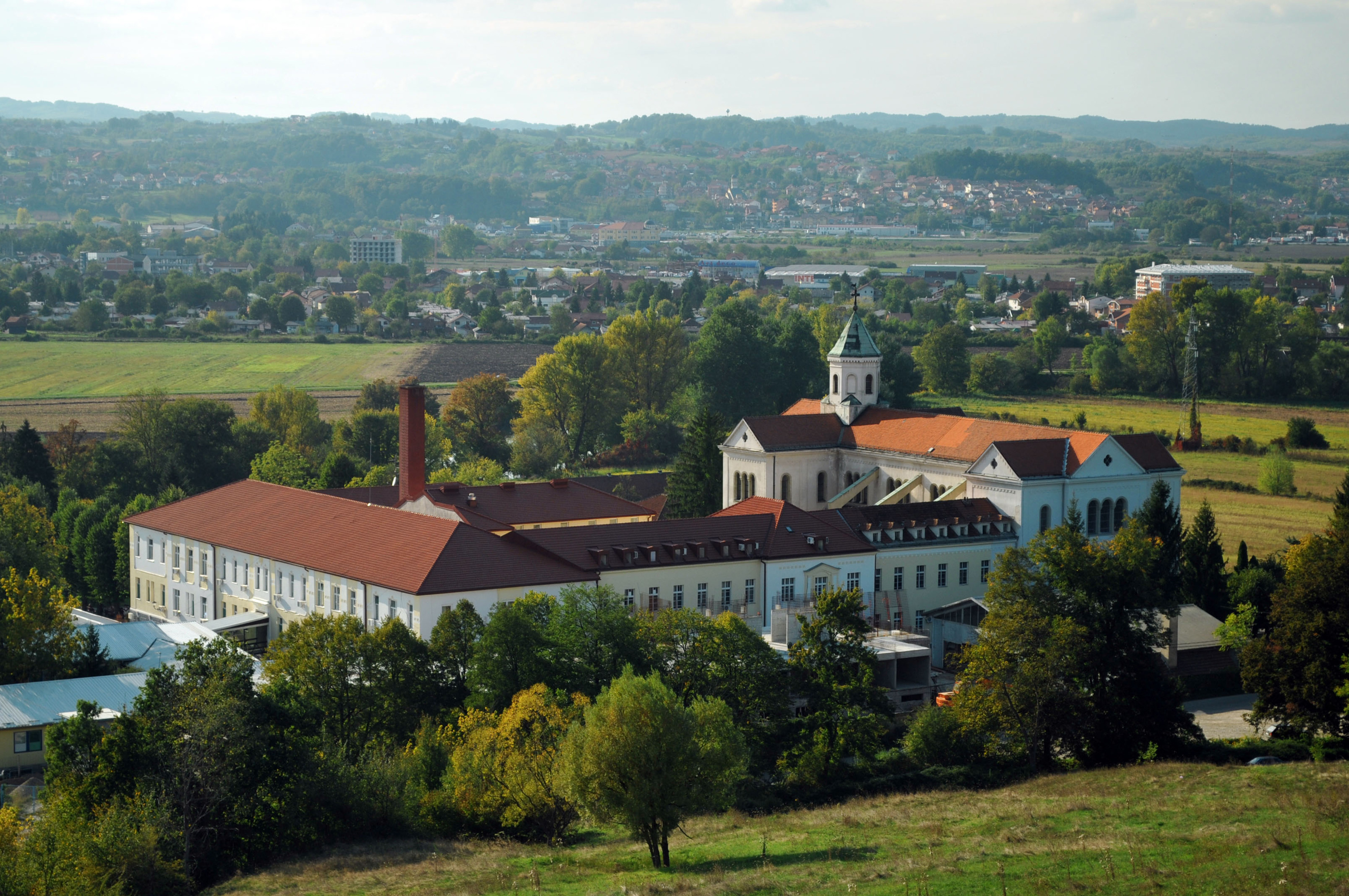
Cisterciácké opatství Panny Marie - Hvězdy u Banja Luky, které se proslavilo výrobou vlastních sýrů